# Bharuch (huyện)
Huyện Bharuch là một huyện thuộc bang Gujarat, Ấn Độ. Thủ phủ huyện Bharuch đóng ở Bharuch. Huyện Bharuch có diện tích 6524 ki lô mét vuông. Đến thời điểm năm 2001, huyện Bharuch có dân số 1370104 người.